# Гонсалес, Селина
Сели́на Гонса́лес Само́ра (исп. Celina González Zamora; 16 марта 1929, Ховельянос, Матансас, Куба — 4 февраля 2015, Гавана) — кубинская певица, автор и исполнительница музыки в традиционном стиле «мусика кампесина» (исп. música campesina). Наиболее известна как соавтор (вместе со своим мужем и партнёром Реутилио Домингесом, 1921—1971) песни «A Santa Bárbara», получившей широкую известность как в исполнении самой Селины Гонсалес, так и в исполнении Селии Крус. Известна также как соавтор (также с Реутилио Домингесом) песни «Yo soy el punto cubano».

## Биография
Родилась в провинции Матансас, затем вместе с семьёй переехала в Сантьяго-де-Куба. Начала выступать с различными группами, в 1943 году познакомилась с Реутилио Домингесом. Вдвоём они начали выступать в Сантьяго-де-Куба, а в 1947 году дебютировали на радиостанции CMKR. В 1948 году певец Нико Сакито пригласил их в Гавану, на местную радиостанцию «Radio Cadena Suaritos», известную тем, что она представляла наиболее «африканскую» музыку на Кубе, а по выходным транслировала религиозные песнопения в исполнении, среди прочих, Селии Крус и Мерседес Вальдес. Для дебютного выступления Селина Гонсалес и Реутилио Домингес написали «A Santa Bárbara» (вышедшую тогда под названием «Que viva Changó»). Эта композиция связала ранее разделённые стиль гуахира и африканскую музыку.
Успех дуэта на радио «Radio Cadena Suaritos» способствовал их скорому приглашению на RHC, одну из самых престижных радиостанций страны, и они вскоре стали известны в масштабе всей Кубы. Они посетили также Нью-Йорк и Доминиканскую республику, позже Колумбию и Венесуэлу. На Кубе о них были сняты два полнометражных фильма, «Rincón Criollo» и «Bella la Salvaje»; их приглашали на различные радиостанции и на телевидение; они пели в самых известных кабаре Гаваны, включая наиболее престижное кубинское кабаре «Тропикана».
В 1964 году пара разошлась, а в 1971 году Реутилио Домингес умер. С 1964 по 1980 год Селина Гонсалес давала сольные выступления, после этого выступала с сыном, Ласаро Реутилио.
В 1980 году она получила премию «Disco de Plata» за альбом «Celina», в 1984 году — государственную премию «Vanguardia Nacional» и (в том же году) приз лучшему певцу на фестивале в Кали. В 1988 году Селина Гонсалес сделала запись для BBC. В 2004 году она была удостоена медали ЮНЕСКО «Golden Picasso». В 2001 году Селина была номинирована на премию «Грэмми» за альбом «Cincuenta años… como una reina», и, хотя не получила премию, тот же альбом выиграл премию «Cubadisco».

## Дискография
| Серия   | Название                                | Лейбл                |
| ------- | --------------------------------------- | -------------------- |
| LS-103  | A Santa Bárbara: Con su Conjunto Típico | Discos Meca Suaritos |
| LS-108  | Éxitos de Celina y Reutilio             | Discos Meca Suaritos |
| LS-110  | Fiesta Santera                          | Discos Meca Suaritos |
| LS-115  | Quiero Bailar con Celina                | Discos Meca Suaritos |
| LS-123  | Fiesta Santera Vol.2                    | Discos Meca Suaritos |
| LD-4075 | Yo Soy El Punto Cubano                  | Areito               |